# Evangelische Kirche (Elâzığ)

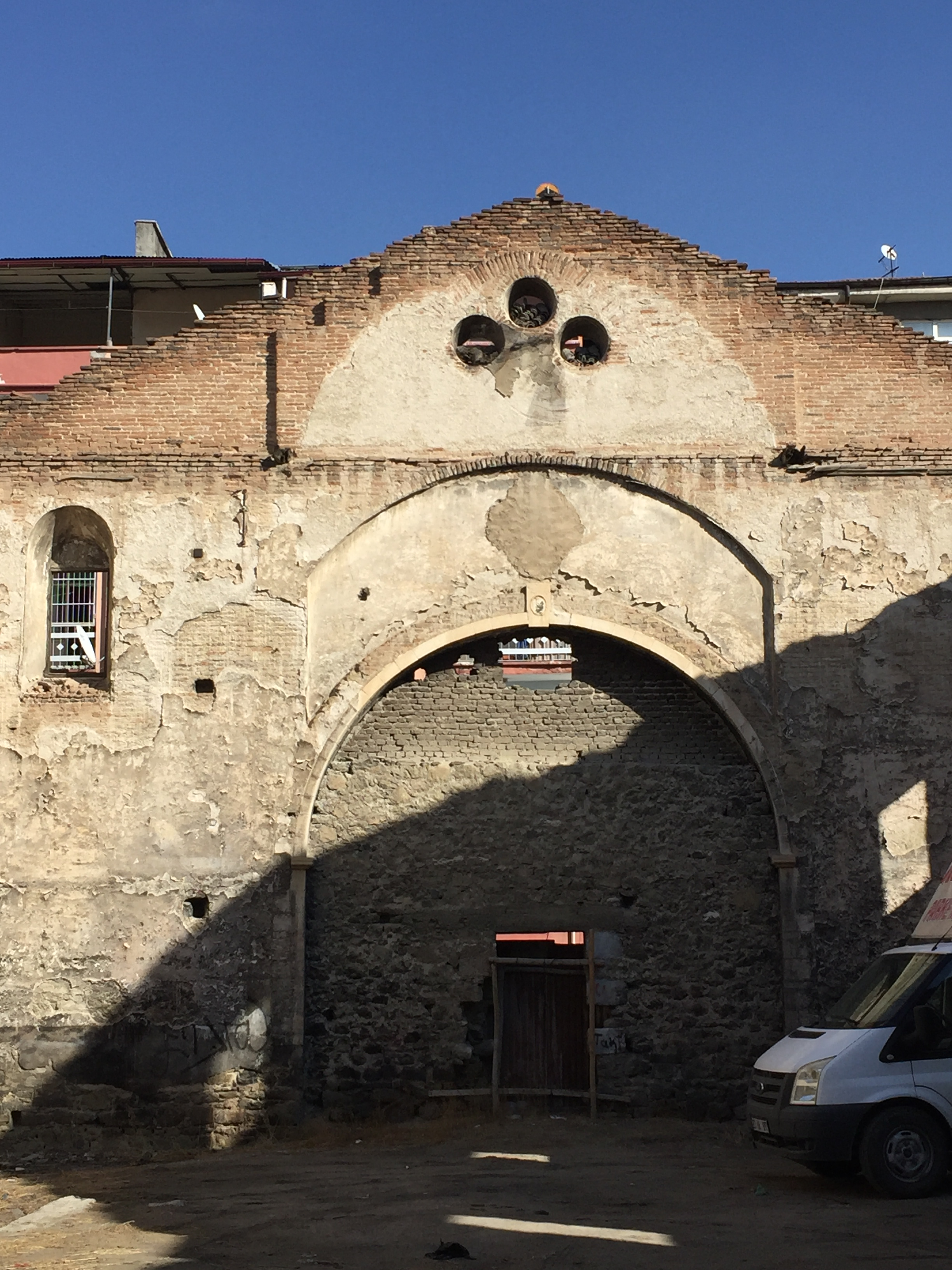
Das heute als öffentliche Toilette genutzte historische Kirchengebäude

Die Armenische Evangelische Kirche (türkisch Ermeni Protestan Kilisesi, armenisch Հայաստանեայց Աւետարանական Եկեղեցի Hajastaneajz’ Awjetaranakan Yekeghez’i) ist ein historisches Kirchengebäude der armenisch-evangelischen Denomination im Stadtzentrum von Elâzığ. Das Gelände der Kirche wird zurzeit als Parkplatz genutzt.
Die Evangelische Kirche wurde im 19. Jahrhundert noch zu osmanischer Zeit errichtet und nach dem Völkermord an den Armeniern von 1915 von der Mehlfabrik Arpacı genutzt. Später wurde es als Markthalle und Ziegenstall verwendet. 2007 wurde angekündigt, es in ein Krankenhaus umzuwandeln, was bislang nicht umgesetzt wurde. Derzeit gibt es Pläne, an dessen Stelle ein Hotel zu errichten.
Obwohl es seit 1973 in der Denkmalschutzliste der „Bezirksdirektion für Kultur- und Naturerbeschutz von Diyarbakır“ (Diyarbakır Kültür ve Tabiat Varlıklarını Koruma Bölge Müdürlüğü) aufgeführt wird, wurde die Kirche dem Zerfall überlassen. Das Dach ist eingestürzt, die alten Fresken über der Apsis sind schwer zu erkennen. Der Eingang ist beschädigt. Einem über dem Chor stehenden E-Buchstaben in armenischer Schrift zum Trotz wird es in der Schutzliste weiterhin unter dem Namen „Assyrische Kirche von Elâzığ“ aufgelistet.